# Rue de Bourbon-le-Château
La rue de Bourbon-Le-Château est une voie du 6e arrondissement de Paris, en France.

## Situation et accès
La rue de Bourbon-Le-Château est une voie publique située dans le 6e arrondissement de Paris. Elle débute au 26, rue de Buci et se termine au 19, rue de l'Échaudé.

## Origine du nom
Selon les frères Lazare et Jean de La Tynna, elle doit son nom au cardinal de Bourbon, abbé de Saint-Germain-des-Prés, qui fit construire, en 1586, le palais, ou château, abbatial voisin de la rue,.
Selon Jacques Hillairet, elle doit son nom à François de Bourbon, prince de Conti propriétaire du terrain, et qui était abbé commendataire de l'abbaye de Saint-Germain-des-Prés.

## Historique
Cette rue fut ouverte en 1610 sur une terrain vendu par Jean de Moucy, conseiller du roi, auditeur à la chambre des comptes à François de Bourbon-Conti afin de raccourcir le chemin à parcourir entre la porte de Buci et le guichet de l'abbaye de Saint-Germain-des-Prés qui donnait sur la rue de l'Échaudé. Ouverte sous le nom de « rue de Bourbon-Guise », on la trouve sur un plan de 1652 sous le nom de « rue du Petit Bourbon », puis  « rue Bourbon-Le-Château » en 1748[pas clair]. On la retrouve ensuite, à partir de 1793, sous les noms de « rue Lucrèce-Vengée » et de « rue de la Chaumière » puis, en 1806, « rue de l'Abbaye », avant de reprendre en 1814 le nom de « rue Bourbon-Le-Château ».

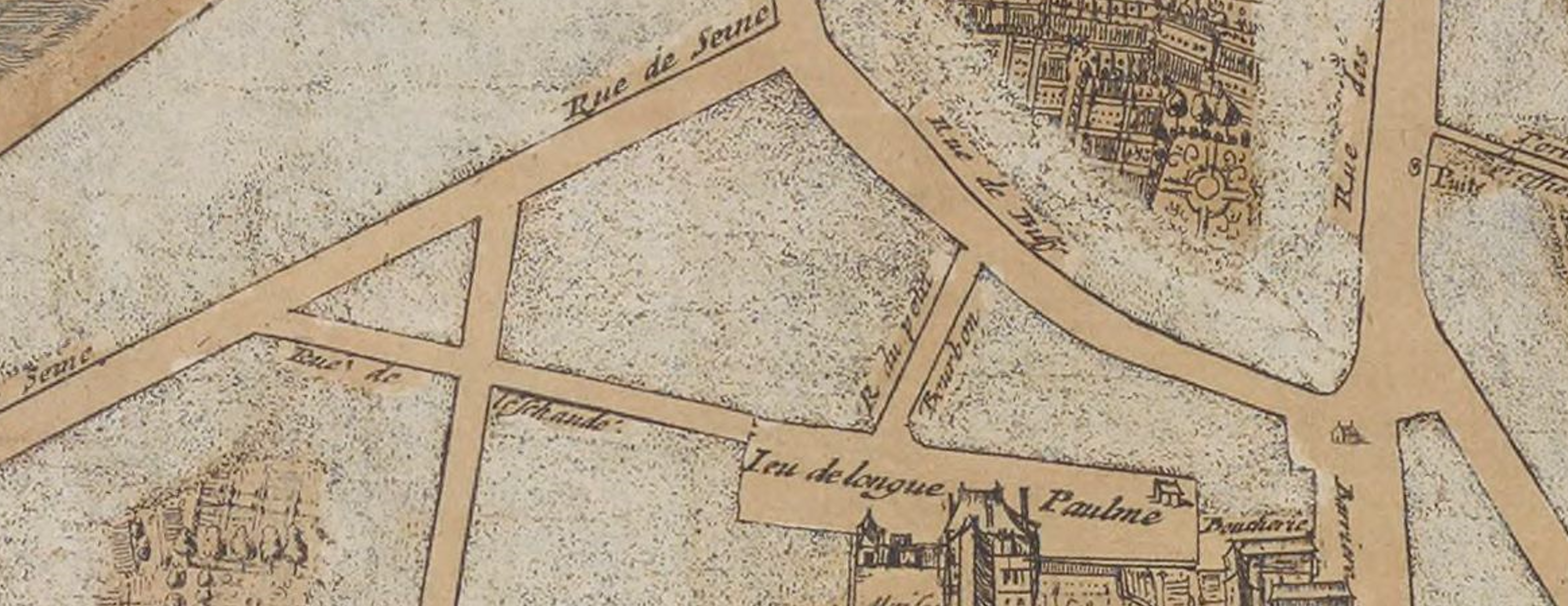
La Rue du Petit Bourbon, joignant la Rue de l'Eschaudé à la Rue de Bussy, sur le Plan de Gomboust en 1652.

## Littérature
Dans Le Flâneur des deux rives, Guillaume Apollinaire évoque cette rue. Il y côtoie divers poètes dont Léo Larguier qui lui fait rencontrer Alfred de Musset.